# Baklanove, Nijîn
Baklanove (în ucraineană Бакланове) este un sat în comuna Krutî din raionul Nijîn, regiunea Cernihiv, Ucraina.

## Demografie
Componența lingvistică a localității Baklanove
     Ucraineană (100%)
Conform recensământului din 2001, toată populația localității Baklanove era vorbitoare de ucraineană (100%).